# Val Thorens

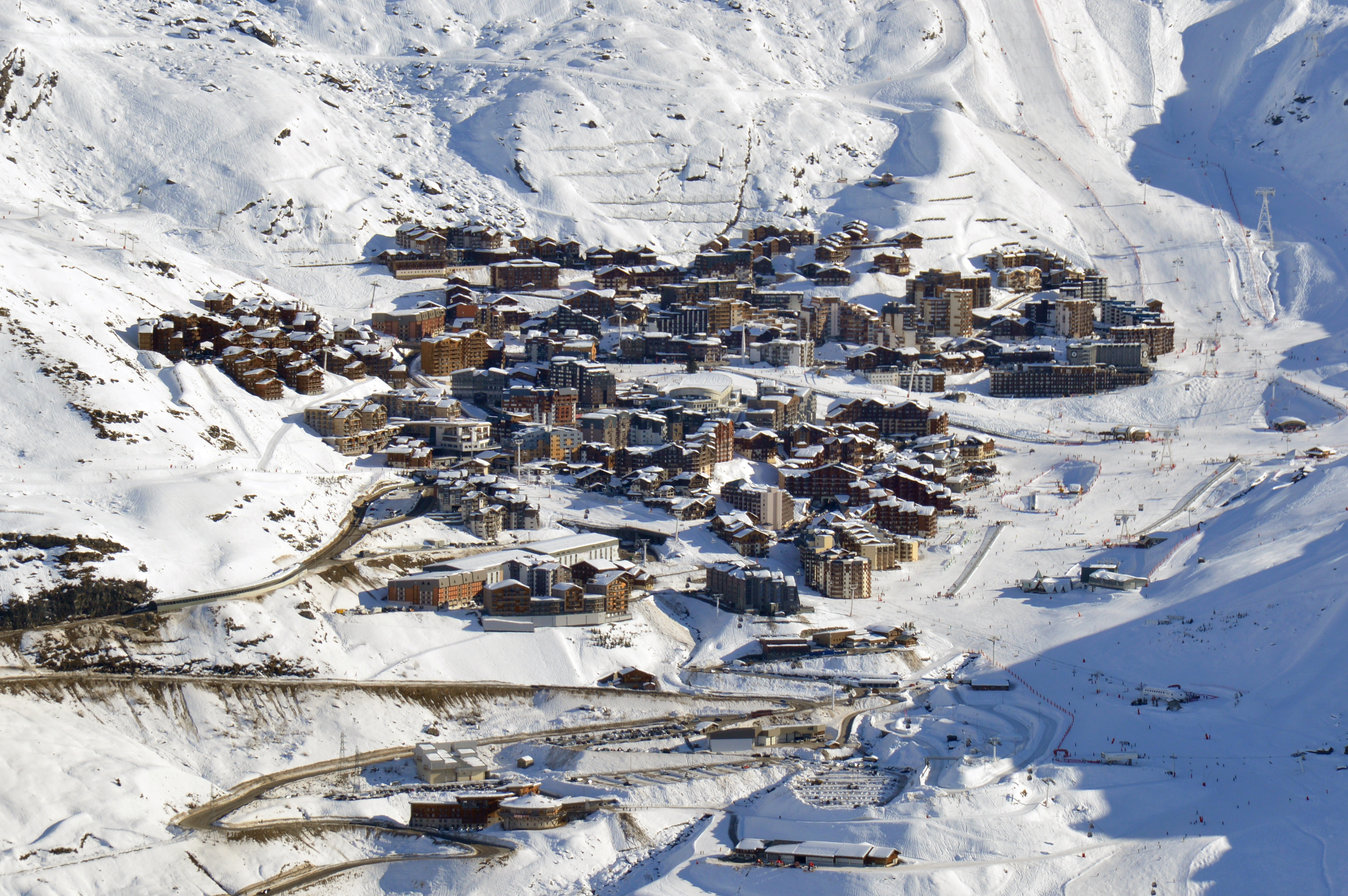
Val Thorens

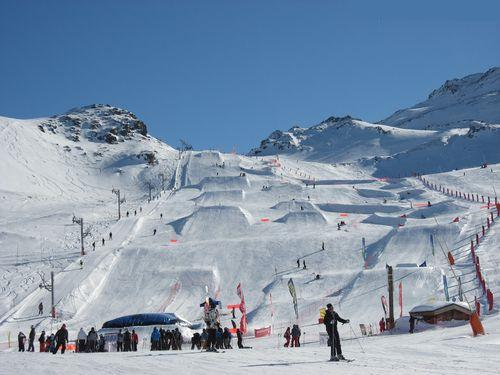
Snowpark w Val Thorens

Val Thorens – najwyżej położona stacja narciarska w Europie.
Miasteczko znajduje się na wysokości 2300 m n.p.m. w południowo-wschodniej Francji w gminie Saint-Martin-de-Belleville, departamencie Savoie. Jest częścią Trzech Dolin (fr. Les Trois Valées), największego ośrodka narciarskiego w Europie. Na terenie stacji można znaleźć 5 Snowparków. Długość tras narciarskich wynosi 140 km. Infrastruktura hotelarsko-gastronomiczna składa się z 10 hoteli i ponad 50 restauracji.